# Виноградов, Борис Леонидович (шашист)
Борис Леонидович Виноградов (24 апреля 1962 — 4 апреля 2020) — советский и российский шашист, шашечный арбитр и тренер, мастер спорта России. Чемпион СССР по заочной игре в русские шашки (1990), судья всероссийской категории (2017).
Имел богатую тренерскую практику. Возглавлял детские команды, занимавшие лидирующие позиции в московских и национальных соревнованиях. Среди воспитанников Виноградова победители и призёры чемпионатов России, Европы и мира, 2 мастера спорта и 13 кандидатов в мастера.
Судил соревнования на городском, национальном и международном уровне. Выполнял обязанности главного секретаря многочисленных чемпионатов России. Как арбитр и спортивный функционер внёс значительный вклад в разработку шашечного рейтинга и присвоения спортивных званий в России. Шашечный гроссмейстер Владимир Скрабов называет Виноградова «человеком, стоявшим у истоков современных правил по виду спорта „шашки“ и шашечной ЕВСК».